# لانچیا کاپا (۱۹۱۹)
لانچیا کاپا (Lancia Kappa) خودرویی است که بین سال‌های ۱۹۱۹ تا ۱۹۲۲ توسط شرکت لانچیا تولید شده‌است.
طراحی آن خودروهای موتور جلو-محور عقب بوده است.
موتور آن ۴۹۴۲ سی‌سی سیستم جعبه‌دندهٔ آن ۴ دنده به صورت دستی است.